# Eddy Merckx
Baron Eddy Merckx (rojen kot Edouard Louis Joseph Merckx), belgijski plemič in kolesar, * 17. junij 1945, Meensel-Kiezegem, Belgija.
Leta 1974 je Merckx kot prvi v zgodovini osvojil trojno krono (Tour + Giro + SP), kot največji dosežek v kolesarstvu, zmaga na dveh dirkah Grand Toura in naslov svetovnega prvaka na cestni dirki v istem letu.

## Kariera
Merckx je eden najboljših, po mnenju mnogih najboljši, kolesarjev vseh časov, kar glede na svoje dosežke nedvomno je, saj premočno vodi v vseh možnih kategorijah. pri čemer njegova prepoznavnost in legendarnost v kolesarstvu dosega enake razsežnosti kot pri ikonah ostalih športov, kot so Carl Lewis, Michael Jordan, Pelé, Muhammad Ali,... Eddy Merckx je eden izmed sedmih kolesarjev, ki so osvojili vse tri velike dirke kolesarstva (Tour de France, Giro d'Italia in Vuelta).
Merckxa poznamo kot vrhunskega kolesarja, ki je dosegal najboljše čase, bil najmočnejši pri vzponih in se izkazal kot najhitrejši dirkač. Čeprav je na Touru dosegel »le« 5 zmag, se Armstrong in ostali ne morejo primerjati z njim, saj je Merckx osvojil tudi Giro d'Italia petkrat, na World Professional road Race je zmagal trikrat, na Milano-San Remo sedemkrat, na Gent–Wevelgem trikrat in na Liege-Bastogne-Liege petkrat. Leta 1969 je dosegel edinstven podvig, ko je dobil rumeno majico (skupni zmagovalec), zeleno majico (zmagovalec po točkah) in postal še nosilec pikčaste majice (kralj gora).

## Dosežki
- 275 profesionalnih zmag (rekord)
- 11 Grand Tour dirk (rekord) – Tour (5x), Giro (5x), Vuelta (1x)
- 19 spomenikov (rekord) – M.S.R. (7x), Flandrija (2x), P.R. (3x), L.B.L (5x), Lombardija (2x)
- eden izmed le treh kolesarjev v zgodovini (vsi Belgijci), ki so osvojili vseh 5 različnih spomenikov
- edini kolesar v zgodovini, ki je vseh 5 različnih spomenikov osvojil najmanj dvakrat
- 3x svetovni prvak v cestni dirki – rekord, ki si ga deli še z štirimi ostalimi kolesarji

## Pomembnejša tekmovanja

### Tritedenske etapne dirke
| Od   | Grand Tour        | 1965 | 1966 | 1967 | 1968 | 1969 | 1970 | 1971 | 1972 | 1973 | 1974 | 1975 | 1976 | 1977 |
| ---- | ----------------- | ---- | ---- | ---- | ---- | ---- | ---- | ---- | ---- | ---- | ---- | ---- | ---- | ---- |
| 1909 | Dirka po Italiji  | —    | —    | 9    | 1    | DSQ  | 1    | —    | 1    | 1    | 1    | —    | 8    | —    |
| 1903 | Dirka po Franciji | —    | —    | —    | —    | 1    | 1    | 1    | 1    | —    | 1    | 2    | —    | 6    |
| 1935 | Dirka po Španiji  | —    | —    | —    | —    | —    | —    | —    | —    | 1    | —    | —    | —    | —    |

### Velike enotedenske etapne dirke
| Od   | Dirka                    | 1965 | 1966 | 1967 | 1968 | 1969 | 1970 | 1971 | 1972 | 1973 | 1974 | 1975 | 1976 | 1977 |
| ---- | ------------------------ | ---- | ---- | ---- | ---- | ---- | ---- | ---- | ---- | ---- | ---- | ---- | ---- | ---- |
| 1958 | Dirka po Sardiniji       | —    | —    | 28   | 1    | —    | 2    | 1    | 33   | 1    | 4    | 1    | 8    | 20   |
| 1933 | Pariz–Nica               | —    | 4    | 10   | DNF  | 1    | 1    | 1    | 2    | 3    | 3    | 2    | —    | DNF  |
| 1966 | Tirreno–Adriatico        | —    | —    | —    | —    | —    | —    | —    | —    | —    | —    | —    | 2    | —    |
| 1908 | Dirka po Belgiji         | —    | 11   | —    | DNF  | —    | 1    | 1    | —    | —    | —    | —    | 26   | —    |
| 1949 | Grand Prix du Midi Libre | —    | 11   | —    | —    | —    | —    | 1    | —    | —    | —    | —    | 3    | 7    |
| 1947 | Dirka po Romandiji       | —    | —    | —    | 1    | —    | —    | —    | —    | —    | —    | 14   | 3    | 7    |
| 1947 | Dirka po Dofineji        | —    | —    | —    | —    | —    | —    | 1    | —    | —    | —    | 10   | —    | 8    |
| 1933 | Dirka po Švici           | —    | —    | —    | —    | —    | —    | —    | —    | —    | 1    | 2    | —    | 12   |
| 1911 | Dirka po Kataloniji      | —    | —    | —    | 1    | —    | —    | —    | —    | —    | —    | —    | —    | —    |

### Enodnevne dirke
| Od   | Spomeniki                   | 1965 | 1966 | 1967 | 1968 | 1969 | 1970 | 1971 | 1972 | 1973 | 1974 | 1975 | 1976 | 1977 |
| ---- | --------------------------- | ---- | ---- | ---- | ---- | ---- | ---- | ---- | ---- | ---- | ---- | ---- | ---- | ---- |
| 1907 | Milano–San Remo             | —    | 1    | 1    | 31   | 1    | 8    | 1    | 1    | —    | —    | 1    | 1    | 98   |
| 1913 | Dirka po Flandriji          | —    | DNF  | 3    | 9    | 1    | 3    | 76   | 7    | 3    | 3    | 1    | 17   | DNF  |
| 1896 | Pariz–Roubaix               | —    | 15   | 8    | 1    | 2    | 1    | 5    | 7    | 1    | 4    | 2    | 6    | 11   |
| 1892 | Liège–Bastogne–Liège        | —    | 8    | 2    | —    | 1    | 3    | 1    | 1    | 1    | —    | 1    | 6    | 6    |
| 1905 | Dirka po Lombardiji         | —    | 2    | 7    | 3    | —    | 4    | 1    | 1    | DSQ  | 2    | 6    | —    | —    |
| Od   | Klasike                     | 1965 | 1966 | 1967 | 1968 | 1969 | 1970 | 1971 | 1972 | 1973 | 1974 | 1975 | 1976 | 1977 |
| 1945 | Omloop Het Volk             | —    | 3    | —    | —    | 12   | 7    | 1    | 3    | 1    | 6    | 6    | 15   | 5    |
| 1958 | Harelbeke-Antwerp-Harelbeke | —    | —    | 8    | 17   | 7    | —    | 3    | 2    | 14   | —    | —    | —    | —    |
| 1934 | Gent–Wevelgem               | —    | 9    | 1    | 9    | —    | 1    | 14   | 3    | 1    | 2    | 6    | 10   | —    |
| 1945 | Dwars door België           | —    | 4    | —    | —    | —    | —    | —    | —    | —    | —    | —    | —    | —    |
| 1907 | Scheldeprijs                | 10   | —    | —    | —    | —    | —    | —    | 1    | 9    | —    | —    | —    | —    |
| 1961 | Brabantse Pijl              | —    | —    | —    | 8    | —    | —    | 2    | 1    | —    | —    | 18   | 2    | —    |
| 1966 | Amstel Gold Race            | —    | —    | 16   | —    | 3    | 8    | —    | —    | 1    | —    | 1    | —    | 9    |
| 1936 | Valonska puščica            | DNF  | DNF  | 1    | —    | 5    | 1    | —    | 1    | 2    | —    | 3    | 4    | DSQ  |
| 1893 | Pariz–Bruselj               | —    | 20   | —    | —    | —    | —    | —    | —    | —    | —    | 2    | —    | —    |
| 1909 | Dirka po Emiliji            | —    | —    | —    | —    | —    | —    | 5    | 1    | —    | —    | —    | —    | —    |
| 1919 | Coppa Bernocchi             | —    | —    | —    | —    | —    | —    | 7    | —    | —    | —    | —    | —    | —    |
| 1919 | Tri doline Vareseja         | —    | —    | —    | 1    | —    | 2    | —    | —    | —    | —    | —    | 6    | —    |
| 1906 | Gran Piemonte               | —    | —    | —    | —    | —    | —    | —    | 1    | —    | —    | —    | —    | —    |
| 1914 | Züri-Metzgete               | —    | —    | —    | 12   | 4    | —    | —    | —    | —    | —    | 2    | 7    | 4    |
| 1932 | Grand Prix des Nations      | —    | 3    | —    | —    | —    | —    | —    | —    | 1    | —    | —    | —    | —    |
| 1896 | Pariz–Tours                 | —    | 20   | —    | 8    | —    | —    | —    | 115  | 6    | —    | 9    | —    | 38   |

### Reprezentanca
| Od   | Olimpijske igre    | Olimpijske igre    | 1964 | 1965    | 1966    | 1967    | 1968 | 1969    | 1970    | 1971    | 1972 | 1973    | 1974    | 1975    | 1976 | 1977 |
| ---- | ------------------ | ------------------ | ---- | ------- | ------- | ------- | ---- | ------- | ------- | ------- | ---- | ------- | ------- | ------- | ---- | ---- |
| 1896 |                    | Cestna dirka       | 12   | Ni bilo | Ni bilo | Ni bilo | —    | Ni bilo | Ni bilo | Ni bilo | —    | Ni bilo | Ni bilo | Ni bilo | —    | NH   |
| Od   | Svetovno prvenstvo | Svetovno prvenstvo | 1964 | 1965    | 1966    | 1967    | 1968 | 1969    | 1970    | 1971    | 1972 | 1973    | 1974    | 1975    | 1976 | 1977 |
| 1927 |                    | Cestna dirka       | —    | 29      | 12      | 1       | 8    | DNF     | 29      | 1       | 4    | 4       | 1       | 8       | 5    | 33   |
| Od   | Državno prvenstvo  | Državno prvenstvo  | 1964 | 1965    | 1966    | 1967    | 1968 | 1969    | 1970    | 1971    | 1972 | 1973    | 1974    | 1975    | 1976 | 1977 |
| 1894 |                    | Cestna dirka       | —    | 2       | 15      | —       | 11   | 31      | 1       | 5       | 2    | 2       | —       | 3       | —    | 9    |